# Prikriveno oglašavanje
Prikriveno oglašavanje (eng. Product placement) je oblik promocije i promidžbe komercijalnih proizvoda ili usluga stavljenih u kontekst medijskih promidžbi (najčešće na filmu, tv seriji, propagandnom spotu, knjizi ili računalnoj igri). Prikriveno oglašavanje je marketinški pristup kojim se nastoji u uvjetima prezasićenosti tržišta na optimalan način doći do kupca.
Odabrana osoba ili glumac koristi autentični komercijalni proizvod ili marku. U širem smislu prikriveno oglašavnja označuje pozicioniranje proizvoda ili usluge u okolnostima iznimne vidljivosti.
Takav način promocije uobičajen je u SAD-u, ali je u Europi (i u Hrvatskoj) zabranjen. Europska komisija nedavno je ukinula zabranu prikrivenog oglašavanja.[nedostaje izvor] Prikriveno oglašavanje ne će biti dopušteno u dječjim i informativnim emisijama, a duhanski proizvodi i lijekovi koji se kupuju na recept ne smiju biti predmet reklamiranja, tj. predmeti kojima se obraća prema potencijalnim kupcima (televizijskim gledateljima).
Prikriveno oglašavanje kroz razne televizijske proizvode odavno je znano i poznato. U posljednje vrijeme primjećuje se korištenje prikrivenog oglašavanja u glazbi. Primjerice, u reklamnoj kampanjih McDonald'sovih proizvoda korištenjem hip-hopa.

## Povijest
Prvi primjer prikrivenog oglašavanja u povijesti zabilježen je 1934. godine u filmu It Happened One Night s Clark Gableom u glavnoj ulozi.
Poznati primjer je također i film E.T. (engl.) Stevena Spielbergaa iz 1982. godine. Prodaja slatkiša Reese's Pieces je nakon toga porasla za 65 %.
Mnoge prijevozničke tvrtke poduzimale su akcije kako bi se njihovo ime pojavilo u knjizi Julesa Vernea Put oko svijeta u 80 dana.
Prva istraživanja o toj temi obavljena su 70-ih godina 20. stoljeća, a u posljednjih deset godina češći su empirijski radovi.

## Lažno prikriveno oglašavanje
Neki filmski redatelji uočili su problem prikrivenog oglašavanja i odgovorili kreiranjem lažnih marki koje se pojavljuju u filmovima koje oni stvaraju. Najbolji primjeri jesu :
- Kevin Smith
  - marke: Nail cigarete, Mooby Corporation, Chewlees guma za žvakanje, Discreeto Burritos
- Quentin Tarantino
  - marke: Red Apple cigarete, Big Kahuna Burger, Jack Rabbit Slim's restorani
- Robert Rodriguez
  - marke: pivo Chango

## Kontroliranje svijesti
Nedostatci koji postoje iz takve promocije su plasiranje proizvoda ili usluge ciljanim skupinama u okružju koje se doživljava svakodnevnim i objektivno. Trik u tome što se propaganda ne nameće gledatelju (konzumentu), već je stavljena u prirodan kontekst. U većini slučajeva konzument ne percipira propagandu svjesno, ali joj je podsvjesno izložen.

## Vanjske poveznice
- Informacije o EU  Arhivirana inačica izvorne stranice od 10. lipnja 2007. (Wayback Machine) - Više o problemu prikrivenog oglašavanja u EU
- Kako radi product placement - "How Product Placement Works"
- Product Placement News  Arhivirana inačica izvorne stranice od 16. siječnja 2007. (Wayback Machine)